# Martin Scicluna
Martin Scicluna (28 novembre 1960) è un ex calciatore maltese, di ruolo difensore.

## Carriera

### Nazionale
Ha collezionato 22 presenze con la propria Nazionale.